# Post partum (film)
Pour les articles homonymes, voir Post-partum (homonymie).
Pour plus de détails, voir Fiche technique et Distribution.
Post partum est un film franco-luxembourgo-belge écrit et réalisé par Delphine Noels, présenté en juin 2013 au Festival du film européen de Bruxelles et sorti en salle en Belgique en 2014.
Le film est nommé à la 5e cérémonie des Magritte du cinéma pour le Magritte du premier film.

## Fiche technique
- Titre français : Post partum
- Réalisation : Delphine Noels
- Scénario : Delphine Noels et David Lambert
- Photographie : Benoit Dervaux
- Musique : Jeannot Sanavia
- Pays d'origine :  Belgique /  Luxembourg /  France
- Genre : drame, thriller
- Durée : 95 minutes (1 h 35)
- Date de sortie : 
  - Belgique : 19 mars 2014

## Distribution
- Mélanie Doutey : Luce
- Jalil Lespert : Ulysse
- Françoise Fabian : Carmen
- Michel Cassagne : Felix
- Geneviève Mnich : Carole
- Catherine Salée : Delphine
- Bruno Magne : David
- Benoit Giros : Simon
- Philippe Grand'Henry : Jean
- Jean-François Wolff : l'agriculteur Velage
- Goliatt : Police Dog
- Corentin Lobet : l'agriculteur
- Pierre Nisse : Gabriel

## Production

### Choix des interprètes
Au printemps 2011, c'est Laetitia Casta qui devait incarner le personnage principal féminin.